# Johannes Hahn
Johannes Hahn, född 2 december 1957 i Wien, är en österrikisk politiker som företräder det konservativa partiet ÖVP. Han var ledamot av Europeiska kommissionen 2010-2024.
Hahn har en doktorsexamen i filosofi och var forskningsminister 2007-2010 samt tillförordnad justitieminister 2008-2009. 
Hahn var EU-kommissionär med ansvar för regionalpolitik i Kommissionen Barroso II med ansvar för grannskapspolitik och utvidgning i kommissionen Juncker och med ansvar för budget och administration i kommissionen von der Leyen I.